# Sencha Touch
Sencha Touch ist als JavaScript-Framework ein Programmiertgerüst, das speziell für das Mobile Web entwickelt wurde. Mit dem Framework können Web-Entwickler mobile Web-Anwendungen entwickeln, die sich wie eine Native App auf mobilen Endgeräten anfühlen und auch aussehen. Es basiert auf Web-Standards wie HTML5, CSS3 und JavaScript, mit welchen schnell und einfach HTML5 basierte mobile Apps entwickelt werden können, die auf allen Betriebssystemen, wie Android, iOS, Windows, Blackberry etc. laufen können.

## Versionen und Support
Sencha Touch ist ein Produkt von Sencha, welches als eine JavaScript-Bibliothek aus der Zusammenführung von den Projekten Ext JS, jQTouch und Raphaël entstanden ist. Am 17. Juli 2010 ist die ersten Version von Sencha Touch als Version 0.90 beta online gegangen, bei der bereits Android und iOS unterstützt wurden. Als erste vollfunktionsfähige Version erschien im November 2010 die Version 1.0. Mit Version 1.1.0 kamen die Unterstützung von BlackBerry OS (mind. Version 6) hinzu. Das Release Sencha Touch 2.3.1 ist im November 2013 online gegangen. Es wurde entwickelt, um auf folgenden Browsern zu laufen: Android Browser, Google Chrome für Android, BlackBerry 10, Bada Mobile Browser, Kindle Fire Browser, Windows Phone 8 und Windows 8 IE10 und Mobile Safari. Somit unterstützt Sencha Touch die meisten Browser abgesehen von Firefox Mobile.

## Features
Sencha Touch schließt einige Benutzerschnittstellen zum Computer oder auch grafische Benutzerschnittstelle (Abk. GUI von engl. Graphical User Interface) ein, die für die Erstellung von mobilen Web-Anwendungen optimiert sind, da sie vor allem die Bedienung von Touch-Screen-Geräten erleichtern. Diese Benutzerschnittstellen sind unter anderem: Buttons mit geräteabhängigen Themes und Effekten; Formelemente, wie E-Mail, DatePicker, Adressen; Slider, Selektoren, Toolbar und Menüs und Karten mit Touch-Steuerung wie Zoom. In den Versionen 1 bis 2.1 wurden über Sass Base64-codierte Dateien (.png) in das Stylesheet geparst, seit 2.2. wird ein Web-Font verwendet, der in Stellen der SCSS-Datei eingebunden wird.

## Besonderheiten
Eine Native App hat Zugriff auf die Hardware des mobilen Endgerätes, wie den Kompass und das Mikrofon. Eine Integration der Hardware war bei mobilen Anwendungen bisher nicht möglich. Sencha Touch kann mit Cordova, PhoneGap oder einem nativen Packager genutzt werden, um Anwendungen für mobile Endgeräte zu erstellen, die auf Hardwarekomponenten Zugriff haben und die in den App Stores zu finden sind. Mit der Veröffentlichung der Version 2.3 wurde Sencha Touch an Apache Cordova angebunden. Dadurch können viele Programmierschnittstellen (Abk. API von engl. application programming interface) von Cordova leichter in das System integriert werden. Zu diesen zählen APIs wie: Kamera, Geolocation, Notification, Splashscreen, Kontakte, Speicher. Cordova zählt zu den beliebtesten Container-Technologien.

## Weiterführende Links
- HTML5
- PhoneGap
- Hybrid App